# NGC 3622
NGC 3622 is een spiraalvormig sterrenstelsel in het sterrenbeeld Grote Beer. Het hemelobject werd op 6 april 1793 ontdekt door de Duits-Britse astronoom William Herschel.

## HD 98499
Vanaf de aarde gezien bevindt het stelsel NGC 3622 zich schijnbaar net ten noordnoordwesten van de ster HD 98499 (magnitude +6). Amateurastronomen kunnen HD 98499 aanwenden als gidsster om het stelsel NGC 3622 op te sporen.

## Synoniemen
- UGC 6339
- ZWG 314.20
- IRAS 11171+6730
- PGC 34692